# François Sabbathier
François Sabbathier (1735-11 mars 1807) est un littérateur et compilateur français.
Né à Condom, il fit d'excellentes études au collège de sa ville natale, se perfectionna dans la connaissance de langue et de la littérature latine, se préparant à la carrière d'enseignant. Il est professeur pendant seize ans à Châlons-sur-Marne de 1762 à 1778. Il est en même temps secrétaire perpétuel de l'Académie de cette ville, il s'y lie avec Brissot
En 1763, il est couronné par l'Académie de Berlin pour son ouvrage sur la puissance temporelle des papes. 
En 1773, il fonde une papeterie à Ecury-sur-Coole.

## Œuvres
- Essai historique et critique sur l'origine de la puissance temporelle des Papes, Châlons, 1764;
- Dictionnaire pour l'intelligence des auteurs classiques, grecs et latins : tants sacrés que profanes, contenant la géographie, l'histoire, la fable, et les antiquités, en trente-six volumes in-8° (1766-1790) :cette encyclopédie de l'antiquité, qui s'arrête à la lettre S, a été complétée en 1815 en un volume par Sérieys. Bouillet en a donné un abrégé dans son Dictionnaire classique de l'Antiquité sacrée et profane, deux volumes in-8°, 1824;

- Le Manuel des enfants, ou les maximes des Vies des hommes illustres de Plutarque, 1769:
- Dictionnaire portatif des règles de la latinité, 1770;
- Recueil de Dissertations sur divers sujets de l'histoire de France, 1770;
- Les Mœurs, coutumes et usages des anciens peuples en 3 volumes publiés en 1770-1771;
- Les Exercices du corps chez les anciens, pour servir à l'éducation de la jeunesse, 2 volumes, 1772 : il y compile de nombreux écrits très complets sur l'éducation physique antique grecque et romaine.